# Classe Stalingrad
A Classe Stalingrad, designada oficialmente como Projeto 82, foi uma classe de cruzadores de batalha planejada pela Frota Naval Militar Soviética, composta pelo Stalingrad, Moskva e outros dois navios nunca nomeados. As construções das três primeiras embarcações começaram nos Estaleiros Nº 198, 189 e 402, porém nunca foram finalizados. O conceito original para os navios era para que fossem leves e rápidos com o objetivo de interceptar ataques de forças de cruzadores britânicos que poderiam tentar atacar o norte da União Soviética. Os trabalhos de projeto tinham apenas começado quando a Alemanha invadiu a União Soviética em junho de 1941 e o projeto foi consequentemente suspenso.
O projeto foi reavivado entre 1943 e 1944, desta vez com o objetivo de atuar como escoltas de porta-aviões em forças tarefas poderosas que desafiariam cruzadores da Marinha dos Estados Unidos. Desta forma, os navios Classe Stalingrad ficaram maiores e mais poderosos a fim de poderem desempenharem esse novo papel. O projeto enfrentou resistência de seções do estado-maior naval soviético, mas seguiu adiante porque tinha o apoio do ditador Josef Stalin. As construções sofreram atrasos e classe acabou cancelada em 1953 pouco depois da morte de Stalin, com o casco incompleto do Stalingrad sendo usado como alvo de tiro para testes de mísseis antinavio e então desmontado em 1962.
Os cruzadores de batalha da Classe Stalingrad, de acordo com o projeto original, seriam armados com uma bateria principal de nove canhões de 305 milímetros montados em três torres de artilharia triplas. Teriam um comprimento de fora a fora de 273 metros, boca de 32 metros, calado de nove metros e um deslocamento carregado de mais de 42 mil toneladas. Seus sistemas de propulsão seriam compostos por doze caldeiras a óleo combustível que alimentariam quatro conjuntos de turbinas a vapor, que por sua vez girariam quatro hélices até uma velocidade máxima de 35 nós (65 quilômetros por hora). Os navios teriam um cinturão principal de blindagem com 180 milímetros de espessura.

## Desenvolvimento
A origem do Projeto 82 data de maio de 1941, quando o Estado-Maior Naval Principal aprovou requerimentos para um cruzador de médio porte entre os cruzadores pesados da Classe Kirov e os cruzadores de batalha da Classe Kronshtadt. Ele deveria enfrentar cruzadores pesados inimigos, destruir cruzadores rápidos, dar apoio aos cruzadores rápidos aliados, estabelecer campos minados, pressionar as baterias costeiras, dar apoio para operações de desembarque e realizar operações contra as linhas de comunicação.
A Frota Naval Militar Soviética desejava para esse fim um navio com deslocamento de vinte mil toneladas ou menos, armado com oito canhões de 203 milímetros e doze de 100 milímetros, uma bateria antiaérea de doze canhões de 37 milímetros e três tubos de torpedo de 533 milímetros. Precisaria ter uma blindagem para aguentar projéteis de 203 milímetros, uma velocidade de não menos de 36 nós (67 quilômetros por hora), autonomia de dez mil milhas náuticas (dezenove mil quilômetros) a vinte nós (37 quilômetros por hora) e ser capaz de levar quatro hidroaviões lançados por duas catapultas. Três projetos preliminares foram propostas, mas apenas um foi capaz de cumprir todas as exigências, mas com um deslocamento de 25 mil toneladas. Os projetistas recomendaram um aumento no armamento principal para 220 milímetros, uma bateria antiaérea fortalecida e reduções na blindagem, velocidade e autonomia. A Alemanha invadiu a União Soviética um mês depois em junho de 1941 e a ideia dos navios foi suspensa.
O projeto foi reavivado em 1943 com novos requerimentos emitidos em 15 de setembro. Estes eram basicamente idênticos aos originais, mas com um a mais: "Proteger operações de porta-aviões e realizar operações conjuntas com eles". Características estimadas eram um deslocamento de vinte a 22 mil toneladas, nove canhões de 210 a 230 milímetros, doze canhões de duplo propósito de 130 milímetros e 32 canhões antiaéreos de 37 milímetros. As exigências de velocidade, autonomia e aeronaves permaneceram as mesmas, porém os tubos de torpedo foram abandonados. Mais de uma dúzia de projetos preliminares foram propostos até maio de 1944, mas nenhum foi considerado aceitável.
Novos requerimentos táticos foram emitidos em novembro de 1944 para um deslocamento mais realista de 25 a 26 mil toneladas, enquanto a velocidade foi reduzida para 33 nós (61 quilômetros por hora) e a autonomia para oito mil milhas náuticas (quinze mil quilômetros). O armamento foi revisado para nove canhões de 220 milímetros, dezesseis canhões de 130 milímetros, 32 canhões de 45 milímetros e vinte canhões de 23 milímetros. Estas últimas foram alteradas em 1945 para armas de 25 milímetros.
O almirante de frota Nikolai Kuznetsov acreditava que esses navios poderiam proteger os planejados porta-aviões soviéticos em mares bravios contra forças de cruzadores da Marinha dos Estados Unidos e defendeu sua construção, mas o Comissariado de Construção Naval hesitou. Este se recusou a iniciar trabalhos detalhados de projeto pela incerteza da situação de construção pós-Segunda Guerra Mundial e porque o escritório de projeto já estava sobrecarregado. A Frota Naval Militar mesmo assim continuou estudar projetos de cruzadores e planejou um programa de construção de dez anos para 1946 a 1955. Os navios eram baseados em operações defensivas na periferia da União Soviética contra grupos de porta-aviões anglo-americanos ao mesmo tempo que submarinos iriam atacar suas linhas de comunicação. Dez cruzadores de batalha foram planejados como parte desse programa de construção. Este foi discutido pelo Politburo em 29 de setembro de 1945 e não houve grandes desacordos sobre os cruzadores, porém o ditador Josef Stalin era a favor de aumentar o tamanho do armamento principal para canhões 305 milímetros, mas não pressionou o assunto quando Kuznetsov expressou resistência.
Um problema maior era a resistência do Comissariado de Construção Naval, que afirmou que seria impossível iniciar a construção de qualquer novo projeto antes de 1950 e que apenas mudanças incrementais poderiam ser feitas nos projetos já em construção. A Frota Naval Militar não enxergava motivos que impediriam o início de obras em 1948 para novas embarcações que refletissem as experiências de guerra. Uma comissão especial liderada Lavrenti Beria foi nomeada para resolver a disputa, ficando em sua maior parte do lado do Comissariado de Construção Naval ao afirmar que a maioria dos navios do programa seriam versões aprimoradas de projetos atuais. Mesmo assim, quatro dos cruzadores de batalha poderiam começar a ser construídos em 1948, dois no Estaleiro Nº 402 em Molotovsk e dois no Estaleiro Nº 444 em Nikolaev, com outros três em 1953 e 1955. Isto foi aprovado em 27 de novembro de 1945 e os trabalhos de detalhamento de projeto começaram em 1946 para navios armados com canhões de 220 e 305 milímetros.
Essa decisão foi confirmada em 28 de janeiro de 1947 por um decreto do Conselho de Ministros. A Frota Naval Militar e o Ministério de Construção Naval tinham filtrado as propostas para apenas três, uma vinda de cada um armadas com canhões de 305 milímetros e uma apresentada em conjunto com armas de 220 milímetros. A proposta do ministério era ligeiramente menor em duas mil toneladas do que a proposta da marinha e tinha um cinturão cinquenta milímetros mais fino, mas de resto era idêntico. A proposta conjunta era duas mil toneladas menor com um armamento secundário reduzido, mas 1,5 nós (2,8 quilômetros por hora) mais rápido. Todas as propostas tinham uma autonomia de seis mil milhas náuticas (onze mil quilômetros) a dezoito nós (33 quilômetros por hora). Eles só forma ser avaliados em março de 1948, provavelmente pela necessidade de coordenar uma reação ao Plano Marshall dos Estados Unidos, com Stalin aprovando o projeto da marinha. Ainda assim houve mais adiamentos pois as especificações detalhadas precisavam ser aprovadas e isso só foi ocorrer em 31 de agosto, provavelmente de decorrência da Ruptura Soviético-Iugoslava e do início do Bloqueio de Berlim, ambos em junho.
Com as especificações aprovadas, o escritório de projeto de navios grandes, o TsKB-17, começou a trabalhar em um esboço que seria apresentado ao Conselho de Ministros antes que um projeto técnico pudesse começar. Quatro alternativos foram completadas até março de 1949, diferindo principalmente no arranjo dos canhões de 130 milímetros e das caldeiras. O TsKB-17 preferia um arranjo e a Frota Naval Militar e o Ministério de Construção Naval concordaram, assim o escritório começou o projeto técnico sem aprovação com o objetivo que a construção dos primeiros dois navios pudesse começar como planejado no terceiro trimestre de 1950. Entretanto, Stalin rejeitou o esboço ao avaliar o projeto em setembro de 1949, ordenando um navio menor e mais rápido capaz de 35 nós (65 quilômetros por hora). O TsKB-17 foi capaz de produzir um projeto técnico preliminar que cumpria as exigências de Stalin até o final do ano, um tempo extraordinariamente rápido para aquilo que deveria ter sido um processo demorado. A explicação mais provável é que os projetistas mantiveram o máximo possível de seu trabalho original e encontraram espaço para as turbinas mais poderosas e mais caldeiras para a velocidade exigida ao deletar duas torres de artilharia de 130 milímetros à ré e seus depósitos de munição, como mostra uma comparação entre os esboços de 1949 e 1951.
A Frota Naval Militar não gostou das alterações feitas para aumentar a velocidade e reduzir o deslocamento para as 36 mil toneladas. Stalin expressou em março de 1950 críticas sobre alguns aspectos dos navios. Ao serem perguntados sobre o propósito dos navios, os oficiais navais responderam que era enfrentar cruzadores pesados inimigos, porém Stalin disse que era para enfrentar cruzadores rápidos: "É necessário aumentar sua velocidade para 35 nós e criar um cruzador que causará pânico entre os cruzadores rápidos inimigos, dispersando-os e destruindo-os". Além disso, ele acreditava que os confrontos ocorreriam próximos de casa: "Vocês não podem copiar cegamente os americanos e ingleses, eles enfrentam condições diferentes, seus navios viajam para longe pelo oceano, fora de contato com suas bases. Não estamos considerando realizando batalhas oceânicas, mas em vez disso lutar próximos de nossos litorais, assim não precisamos de um grande suprimento de munição no navio". Os oficiais navais também não gostaram da redução do armamento secundário feita para acomodar os maquinários maiores e caldeiras, mas Stalin afirmou que a maioria das aeronaves iria atacar os cruzadores de batalha de uma altitude abaixo de 1,5 quilômetro e que a altura máxima de disparo dos canhões de 130 milímetros era bem mais alto. Ele também ordenou a redução das armas antiaéreas menores por acreditar que as escoltas se encarregariam da defesa. Este projeto foi aprovado pelo Conselho de Ministros em 25 de março de 1950.
Isto permitiu que o processo de projeto técnico começasse e ele foi finalizado em dezembro. Avaliações feitas em fevereiro de 1951 pela marinha e ministério levou a mudanças significativas no projeto em abril. A forma original da proa seria similar aos cruzadores rápidos da Classe Chapaiev, mas testes marítimos no primeiro navio da classe revelaram que ele molhava muito à vante, o que prejudicava sua navegabilidade. Consequentemente, a proa da Classe Stalingrad foi alterada radicalmente para ser muito mais curvada e elevada, aumentando o comprimento em quase dez metros. A espessura do cinturão principal foi aumentada de 150 para 180 milímetros, possivelmente em resposta a economias de peso em outros lugares. O projeto final foi enviado para aprovação em 4 de junho de 1951, mas preparações para os desenhos finais já tinham começado.

## Projeto

### Características
A Classe Stalingrad teria 260 metros de comprimento da linha de flutuação e 273,6 metros de comprimento de fora a fora, uma boca de 32 metros e um calado máximo de 9,2 à vante e 8,8 à ré. Teria um deslocamento padrão de 36,5 mil toneladas e um deslocamento carregado de 42,3 mil toneladas. Seriam os primeiros grandes navios soviéticos construídos com um convés contínuo. O casco seria completamente soldado para economizar peso e usariam uma armação totalmente longitudinal. A altura metacêntrica foi estimada em 2,6 metros, presumivelmente em deslocamento padrão. Os navios teriam um fundo triplo embaixo da cidadela blindada com 2,25 metros de altura e subdivididos em 23 compartimentos estanques. A tripulação seria de 1 712 oficiais e marinheiros com espaço para mais trinta quando os navios fossem usados como capitânias.
Foi estimado que cada embarcação custaria 1,168 bilhões de rublos, quase quatro vezes os 332 milhões para um cruzador rápido da Classe Sverdlov. A intenção era que cada navio fosse comandado por um contra-almirante, com seu oficial executivo, oficial político e chefes das divisões de artilharia e engenharia como capitães de 1ª patente.

### Propulsão
O sistema de propulsão da Classe Stalingrad seria composto por quatro turbinas a vapor engrenadas TV-4, cada uma produzindo 70,1 mil cavalos-vapor (52,2 mil quilowatts) de potência e girando uma hélice. As turbinas seriam alimentadas por doze caldeiras de tubos d'água que funcionariam a uma pressão de 66 quilogramas-força por centímetro quadrado (6 472 quilopascais) e temperatura de 460 graus Celsius. O maquinário ficaria arranjado em um sistema de unidades para que assim um acerto não pudesse incapacitar todas as caldeiras ou turbinas e imobilizar o navio. Dois compartimentos com três caldeiras cada ficariam embaixo da primeira chaminé, com um compartimento com as duas turbinas das hélices externas diretamente à ré; este arranjo seria repetido embaixo da segunda chaminé para as duas hélices centrais. Cada navio teria um carregamento de cinco mil toneladas de óleo combustível, o que proporcionaria uma autonomia de cinco mil milhas náuticas (9,3 mil quilômetros) a uma velocidade de dezoito nós (33 quilômetros por hora). A velocidade máxima seria de 35,5 nós (65,7 quilômetros por hora). A energia elétrica seria produzida por oito turbogeradores de 750 quilowatts para um sistema elétrico de 380 Volts a cinquenta Hertz, mais quatro geradores a diesel de mil quilowatts localizados em cada extremidade da cidadela blindada para uma capacidade total de dez mil quilowatts.

### Armamento
Foi originalmente planejado que a Classe Stalingrad fosse armada com o antigo canhão MK-3-12 de 305 milímetros da época da Marinha Imperial Russa, mas foi decidido em 1947 adotar um novo e mais poderoso canhão calibre 61 de mesmo tamanho que seria montado em três torres de artilharia SM-6 triplas recém desenvolvidas. Cada canhão pesaria individualmente 101,58 toneladas e a torre completa pesaria 1 370 toneladas. As armas poderiam abaixar até quatro graus negativos e elevar até cinquenta a uma velocidade de dez graus por segundo. A velocidade de rotação das torres seria de 4,5 graus por segundo e elas seriam controladas remotamente por um diretório de controle de disparo More-82, mas elas também poderiam ser controladas localmente se necessário. Disparariam projéteis de 467 quilogramas com um propelente de 209 quilogramas a uma velocidade de saída de 950 metros por segundo, tendo um alcance máximo de 53 quilômetros. A cadência de tiro seria de 3,26 disparos por minuto e cada canhão teria um carregamento de oitenta projéteis. Um cano foi completado em dezembro de 1953 para propósitos de avaliação, depois da classe ter sido cancelada no mesmo ano.
A bateria secundária seria formada por doze canhões calibre 58 de 130 milímetros de duplo propósito também de um projeto novo. Seriam montadas em seis torres de artilharia BL-109A duplas, outro elemento que teria um projeto novo. Cada arma individualmente pesaria 4,88 toneladas e uma torre completa pesaria 65,2 toneladas. Os canhões poderiam abaixar até oito graus negativos e elevar até 83 graus a uma velocidade de vinte graus por segundo, enquanto as torres poderiam girar na mesma velocidade. As armas disparariam projéteis de 33,4 quilogramas com cargas de propelentes de 12,92 quilogramas a uma velocidade de saída de 950 a mil metros por segundo para um alcance máximo horizontal de 32,4 quilômetros. A cadência de tiro seria de quinze disparos por minuto e cada canhão teria um carregamento de duzentos projéteis.
A bateria antiaérea leve da Classe Stalingrad seria de 24 canhões SM-7 calibre 78 de 45 milímetros instaladas em seis montagens SM-20-ZIF quádruplas e totalmente fechadas. Duas montagens ficariam em cada lateral da primeira chaminé, enquanto as duas restantes ficariam sobrepostas acima da terceira torre de artilharia principal. Cada arma individualmente pesaria 402,8 quilogramas e a montagem completa pesaria 9,75 toneladas. Os canhões poderiam abaixar até treze graus negativos e elevar até 85 graus. A montagem poderia girar a uma velocidade de trinta graus por segundo. Disparariam projéteis de 1,41 quilograma a uma velocidade de saída de mil metros por segundo para um alcance máximo horizontal de doze quilômetros. A cadência de tiro seria de 75 disparos por minuto e cada arma teria um carregamento de oitocentos projéteis.
Os navios também teriam sido equipados com quarenta canhões antiaéreos calibre 79 de 25 milímetros em dez montagens BL-120 quádruplas. Estas foram projetadas especificamente para a Classe Stalingrad e eram completamente blindadas contra estilhaços, mas não mais do que isso. Cada arma individualmente pesaria 101 quilogramas e a montagem completa pesaria quatro toneladas. Os canhões poderiam abaixar até cinco graus negativos e elevar até noventa graus a uma velocidade de 25 graus por segundo, enquanto a montagem giraria a setenta graus por segundo. Disparariam projéteis de 281 gramas a uma velocidade de saída de novecentos metros por segundo para um alcance máximo efetivo de 2,4 a 2,8 quilômetros. Sua cadência de tiro efetivo era de 240 projéteis por minuto e cada arma teria um carregamento de 1,2 mil projéteis.
O TsKB-17 também propôs variantes com mísseis de cruzeiro e balísticos. Estes teriam sido lançados de tubos verticais que substituiriam as duas torres de artilharia principais de vante, com uma variante do projeto substituindo as três torres. Esta proposta foi abandonada porque os dois tipos precisariam de uma plataforma de lançamento totalmente estabilizada para que tivessem alguma chance de acertarem seus alvos, além de que os mísseis balísticos precisariam de três horas de preparação.

### Eletrônicos
Dados para o diretório More-82 viriam de um radar de controle de disparo Zalp e de radares de distância Grot montados na segunda e terceira torres de artilharia principais. Também haveria um único diretório ótico KDP-8-10 como reserva equipado com telêmetros de oito e dez metros. Algumas das torres secundárias teriam sido equipadas com radares de distância, provavelmente o Shtag-B, mas normalmente seriam controlados por três diretórios SPN-500, um para cada par de torres. Este diretório teria um telêmetro de quatro metros e radar de controle de disparo Yakor. Varreduras aéreas seriam realizadas por um radar Fut-N, enquanto o controle de disparos antiaéreos seria feito por radares Fut-B.
O principal radar de varredura aérea seria um Giuis-2, uma versão soviética do radar Tipo 291 britânico. Teria um alcance de oitenta quilômetros contra alvos aéreos e vinte quilômetros contra alvos de superfície. O principal radar de varredura de superfície seria um Rif-A com alcance de quarenta quilômetros. A Classe Stalingrad também teria sido equipada com radares de navegação Neptun e Nord. Os eletrônicos soviéticos ainda eram bem primitivos na época e os testes marítimos do cruzador rápido Sverdlov, equipado com vários desses sistemas, revelaram que o alcance efetivo do Rif-A era menor do que Yakor e Zalp. Também houve problemas na transferência de dados do Giuis-2 para o Yakor e Fut-B, o que seria um problema sério ao lidar com aeronaves de alta velocidade. O Giuis-2 também interferia com a recepção de rádio de ondas ultracurtas.
Bloqueadores de radar Korall ficariam no mastro principal, assim como sistema Machta no mastro de vante. Detectores infravermelho Solentse-1P ficaram na superestrutura. O sistema de IFF seria composto por antenas Fakel-MO e Fakel-MZ. Um sonar Gerkules também seria equipado junto com vários localizadores radiogoniomêtros.

### Blindagem
O esquema de blindagem da Classe Stalingrad seria bem complexo e composto por placas de blindagem de não menos de 25 milímetros de espessura. Apesar da classe ter sido projetada com o objetivo de aguentar apenas disparos de cruzadores, 10,4 mil toneladas do deslocamento total, ou 29 por cento, seriam dedicadas à blindagem. A blindagem da cidadela tinha a intenção de proporcionar uma zona de imunidade contra projéteis perfurantes de 203 milímetros a distâncias de doze a catorze quilômetros e a 31 quilômetros. O restante da blindagem foi projetado para aguentar a projéteis altamente explosivos de 152 milímetros e bombas de quinhentos quilogramas.
O cinturão principal teria 180 milímetros de espessura e ficaria inclinado para fora em quinze graus a fim de maximizar sua eficácia contra projéteis em mergulho e horizontais. Teria uma altura de 5,25 metros, dos quais 1,7 metros ficariam abaixo da linha de flutuação projetada. Ele teria 156 metros de comprimento e cobriria aproximadamente sessenta por cento da linha de flutuação. Blindagem de cinquenta milímetros cobriria as laterais do casco acima do cinturão como proteção contra estilhaços. A extremidade de vante da cidadela blindada seria fechada por uma antepara transversal de 140 milímetros, enquanto na extremidade de ré a antepara teria 125 milímetros. A blindagem do convés variaria, tendo cinquenta milímetros no convés superior e setenta no convés mediano, mas este aumentaria para 75 milímetros sobre as salas de manuseio de munição da bateria secundária. Um convés contra estilhaços inferior teria quinze milímetros no centro e vinte milímetros nas laterais. A linha de flutuação à vante da cidadela seria protegida por um cinturão contra estilhaços de cinquenta milímetros até a proa, com um na popa até os equipamentos de direção. O convés mediano atrás desse cinturão teria cinquenta milímetros. Os equipamentos de direção seriam protegidos por laterais de 170 milímetros, convés de setenta a cem milímetros e uma antepara à ré de duzentos milímetros.
Placas de blindagem adicionais seriam fixadas à terceira antepara do sistema de proteção subaquático com o objetivo de proteger a embarcação contra projéteis que mergulhassem na água e acertassem embaixo do cinturão principal. Sua espessura variaria dependendo do local e estranhamente iriam desde vinte milímetros na região dos depósitos de munição da bateria principal para cem milímetros à meia-nau. As torres de artilharia principais teriam frentes de 240 milímetros, laterais de 225 milímetros e tetos de 125 milímetros. Ficariam em cima de barbetas que teriam uma espessura máxima de 235 milímetros na parte de vante e duzentos milímetros na parte de ré. Abaixo do convés principal a espessura diminuiria para entre 155 e 195 milímetros. As torres de artilharia da bateria secundária teriam uma proteção de apenas 25 milímetros contra estilhaços.
O torre de comando teria uma frente de 250 milímetros e traseira de 225 milímetros, enquanto o teto teria cem milímetros. Seus controles e cabos seriam protegidos por um tubo de cem milímetros, já a estrutura de suporte inferior da torre seria protegida por placas de vinte milímetros. À ré haveria uma estação de controle auxiliar com laterais de cinquenta milímetros. As tubulações das chaminés teriam uma proteção de cem milímetros entre os conveses inferior e mediano, afinando-se para trinta milímetros entre os conveses mediano e superior. Uma grade superior de 125 milímetros e uma inferior de 175 milímetros protegeriam as caldeiras de projéteis e fragmentos que entrassem pelas chaminés.
O sistema de proteção subaquático foi desenvolvido a partir de testes em miniatura e em escala real usando o casco incompleto do cruzador de batalha Kronshtadt. Esperava-se que pudesse resistir a uma ogiva de torpedo de quatrocentos a quinhentos quilogramas de TNT. Seria formado por uma protuberância externa com quatro anteparas longitudinais. A primeira teria entre oito e quinze milímetros, a segunda de oito a 25 milímetros, a terceira cinquenta milímetros e a quarta de quinze a trinta milímetros. Presume-se que as partes mais finas ficariam nas extremidades dos navios onde o casco se afinaria. O espaço externo e o mais interno ficariam vazios, enquanto os dois do meio ficariam cheios de óleo combustível que seria trocado por água à medida que fosse consumido. Um elemento incomum era que a primeira e segunda anteparas teriam um perfil côncavo, pois acreditava que isto iria melhorar suas qualidades de proteção, porém não se sabe como isso aconteceria. A profundidade total do sistema seria de quatro a 4,5 metros, um tanto raso. Acredita-se que o fundo triplo abaixo da cidadela blindada protegeria a embarcação de uma explosão de quinhentos quilogramas de TNT cinco metros abaixo do casco.

## História

### Construção
| Navio                   | Construtor                   | Nº do casco | Batimento              | Lançamento          |
| ----------------------- | ---------------------------- | ----------- | ---------------------- | ------------------- |
| Stalingrad (Сталинград) | Estaleiro Nº 198, Nikolaev   | 0–400       | 31 de dezembro de 1951 | 16 de março de 1954 |
| Moskva (Москва)         | Estaleiro Nº 189, Leningrado | 0–406       | setembro de 1952       | —                   |
| Navio Nº 3              | Estaleiro Nº 402, Molotovsk  | 0–401       | outubro de 1952        | —                   |

O batimento de quilha das primeiras seções do Stalingrad ocorreu em novembro de 1951 na rampa de lançamento "O" do Estaleiro Nº 198 em Nikolaev, onde tinha ocorrido a construção do couraçado incompleto Sovetskaya Ukraina da Classe Sovetsky Soyuz. A rampa em si precisava ser reconstruída e sua extremidade inferior estava ocupada pelo casco do cruzador rápido Mikhail Kutuzov da Classe Sverdlov, que estava programado para ser lançado no final de 1952. O batimento de quilha do Moskva ocorreu em setembro de 1952 no Estaleiro Nº 189 em Leningrado. Um terceiro navio não nomeado teve o início das suas obras em outubro no Estaleiro Nº 402 em Molotovsk. Fontes soviéticas dizem que seus nomes propostos foram Kronshtadt ou Arkhangelsk. Um quarto navio aparentemente foi encomendado do Estaleiro Nº 402, mas nunca teve sua construção iniciada.
O batimento de quilha formal do Stalingrad foi em 31 de dezembro de 1951 e esperava-se que fosse lançado ao mar em 6 de novembro de 1953, véspera do aniversário de 36 anos da Revolução de Outubro. Entretanto, a entrega de aço, blindagem, maquinários e outros equipamentos foram atrasadas ou chegaram fora de ordem, mesmo com enormes esforços por parte do Ministério de Construção Naval, diminuindo o ritmo de construção o suficiente para que ficasse seis meses atrasada, com o mesmo acontecendo com os outros dois navios. A expectativa era que o Stalingrad estivesse 42,9 por cento completo em 1º de janeiro de 1953, mas estava apenas 18,8 por cento completo. Já o Moskva estava 7,5 por cento completo quando deveria estar 11,5 por cento. O terceiro navio deveria estar 5,2 por cento finalizado, mas estava apenas 2,5 por cento.
A Classe Stalingrad foi cancelada pelo Ministério de Transportes e Maquinários Pesados em 18 de abril de 1953, pouco depois da morte de Stalin em 5 de março. O casco do Moskva e do terceiro navio foram desmontados na rampa de lançamento no final do ano. O ministério ordenou em junho que o casco do Stalingrad, que estava setenta por cento pronto para lançamento, fosse usado em testes de armamentos. Foi lançado ao mar em 16 de abril de 1954. A popa estava quase finalizada e foi desmontada, já a proa não tinha sido construída quando as obras foram canceladas. A parte central de 150 metros de comprimento foi então modificada para seu novo papel.

### Casco incompleto
O casco do Stalingrad foi rebocado de Nikolaev em 19 de maio de 1955 por três rebocadores, mas foi empurrado para o litoral próximo da Baía de Sebastopol no dia 23 por ventos fortes. Ele encalhou em águas muito rasas e rochosas a aproximadamente cinquenta metros da costa. Vários métodos normais para reflutuar navios não puderam ser usados porque o casco já estava quase vazio, assim nada poderia ser desembarcado, além de que o fundo rochoso impedia que fosse escavado. A primeira tentativa usou a força bruta dos cruzadores Molotov e 	Kerch, mas sem sucesso. Várias outras tentativas foram feitas usando explosivos para criar ondas de choque que girariam sua popa para águas mais profundas junto com rebocadores que tentariam puxá-lo, mas isto foi contraproducente pois buracos foram perfurados e inundaram vários compartimentos, deixando-o encalhado mais firmemente. Uma avaliação mais detalhada da situação foi feita e 259 projeções de aço foram descobertas na parte debaixo do casco, resquícios dos seus berços de lançamento. Eles tinham de quarenta a 169 milímetros e invalidavam completamente os cálculos sobre a força que seria necessária para libertá-lo.
O naufrágio do couraçado Novorossisk em Sebastopol em 29 de outubro de 1955 adiou as operações de salvamento do Stalingrad até o final do ano. O casco precisaria ser remendado, a água bombeada para fora e todas as projeções removidas para que a popa pudesse ser erguida ligeiramente com a ajuda de pontões, girada para águas mais profunda e então abaixada com o objetivo de elevar a proa para fora do fundo. Estas preparações demoraram e o casco só foi libertado em meados de julho de 1956, sendo levado para o porto de Sebastopol para passar por reparos. Foi em seguida levado para o Campo de Tiro Naval entre Sebastopol e Eupatória, onde foi usado em dezembro de 1956 como alvo para sete mísseis antinavio P-1 ou KSS disparados do cruzador rápido Admiral Nakhimov. Os mísseis penetraram o convés superior e principal e destruíram o casco superior, mas não houve mudança significativa de calado. Detalhes sobre outros testes são desconhecidos, porém supostamente também serviu de alvo para mísseis P-15 Termit e uma variedade de munições perfurantes. Já não tinha mais utilidade no início da década de 1960 e foi desmontado, possivelmente em 1962.